# Nucelă

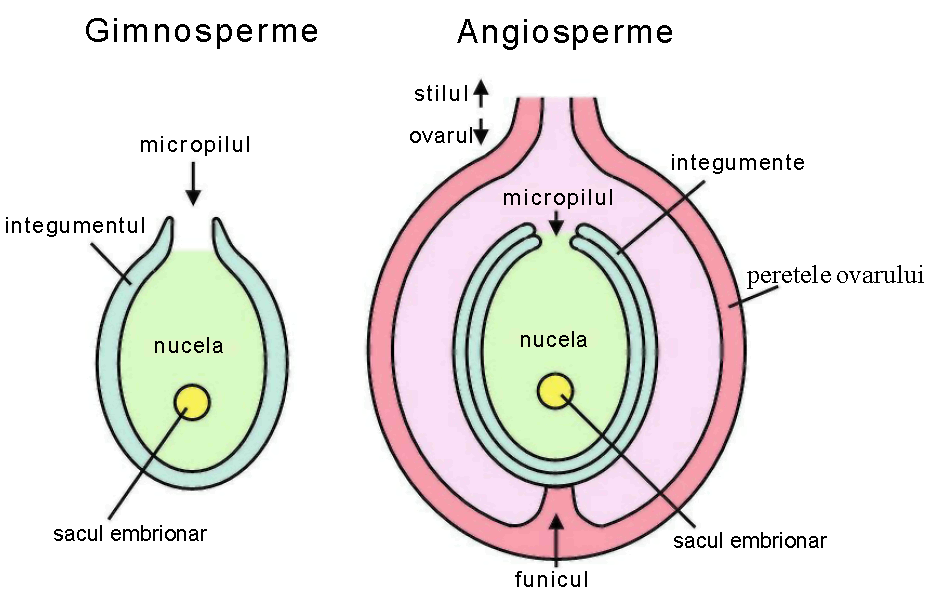
Schema ovulului la gimnosperme și angiosperme

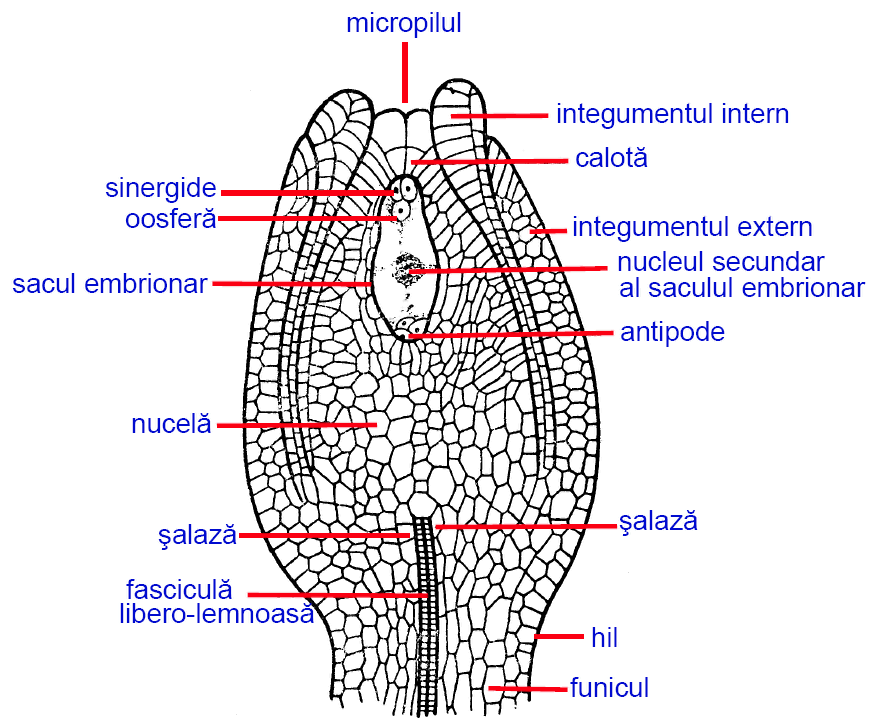
Structura ovulului la troscot (Polygonum)

Nucela (din latina nucella = nucă mică, nucșoară) este partea centrală a ovulului la plantele fanerogame (plante cu flori). Ea este formată dintr-un țesut parenchimatic omogen diploid al ovarului, protejat la exterior de integumente și care înconjoară endospermul primar la gimnosperme și sacul embrionar la angiosperme. Nucela ocupă spațiul dintre funicul și micropil. La angiosperme în interiorul nucelei, în apropierea micropilului, se află dispus sacul embrionar (macrosporul germinat sau gametofitul femeiesc), format prin diviziune meiotică. Baza nucelei până la care înaintează fasciculele libero-lemnoase se numește șalază. Între micropil și sacul embrionar se află un țesut nucelar mai special, denumit calotă. Ținând seama de dezvoltarea nucelei, ea poate fi crasinucelată sau tenuinucelată. Nucela crasinucelată (sau eusporangiată) este foarte bine dezvoltată, pluristratificată (ex. Monochlamydeae, Dialipetalae și Monocotyledonatae). Nucela tenuinucelată (sau leptosporangiată) este foarte redusă, uneori chiar unistratificată (ex. Synpetalae). Nucela este omoloagă megasporangelui, de la ferigile heterospore.